# Parque del Castillo Palomar
El parque Castillo Palomar o parque Palomar es un parque zaragozano situado en el barrio de Monsalud.

## Historia
Debe su nombre a una familia que se mando construir alrededor de 1881 una casa grande y lujosa semejante a un castillo en los terrenos ocupados por el parque en la actualidad. La finca era bastante grande, tenía unos 1000 hectáreas, lo que ocupaba todo lo que hoy en día es el barrio de Monsalud.
Cuando la familia se situaba en el interior de la casa, en lo alto de un montículo, podían percibir una gran parte de la huerta Zaragozana.
Aun nadie sabe con justeza exactamente la fecha en la que construyeron el Castillo, aunque sí que lo identificaron como que se situaba en la actual Avenida de Navarra, orientándose hacia la actual estación del AVE y del autobús de Delicias. Paseando por el palacio, podrías ver tierras de labor sin usos agrícolas junto a diferentes caminos que bajaban hasta las zonas que estaban ya habitadas en el barrio de Delicias, un barrio que cada día crecía, pero por desgracia poco a poco toda esa extensión se fue vendiendo, con lo que fueron desapareciendo.
Durante el año 1970 se lleva a cabo la demolición del edificio principal a causa del estado ruinoso del mismo, para inaugurar el parque un año más tarde. Posteriormente, en 1992, se amplió el parque con los terrenos de la Colonia Tudor, barriada obrera que había dado cobijo a los trabajadores de la antigua fábrica de acumuladores Tudor, ubicada donde hoy se encuentra el Centro Comercial Augusta.

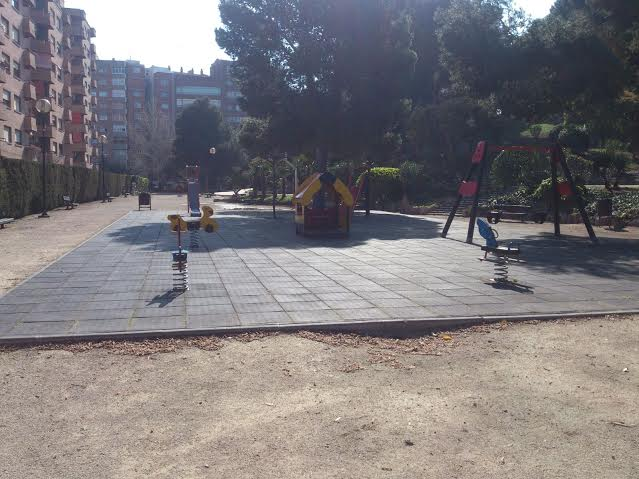
Zona infantil

El parque Palomar actualmente es una gran extensión verde sometida por unos pinos carrascos antiguas y muy enormes, son precisas pero de vez en cuando en épocas de lluvias, ha habido alguna ocasión en la que se ha caído algún árbol y eso era un poco peligroso, especialmente para los niños. Pero afortunadamente hace mucho que no ocurre. El parque Palomar es uno de los Parques más conocidos en la ciudad de Zaragoza por su gran olor a naturaleza y por la cantidad de diferentes actividades que puedes realizar estando ahí. 
El parque es muy amplio en la que dentro hay una serie de caminos diversos puntos de interés como son las zonas de juego, fuentes y pistas. Hace mucho tiempo ubicaron la piscina pública del barrio ahí, pero la trasladaron a la Bombarda y ahora eso es una pista de Fútbol. También hay zonas para jugar a la petanca, tanguillo, pistas de baloncesto, una zona de gimnasia para la gente mayor, zonas de juegos infantiles para los más pequeños, chapas de toda la vida, hay un anfiteatro en la que de vez en cuando solían realizar actuaciones, también hay una terraza muy famosa en el parque llamado TierraLuna, donde suelen haber eventos como moda, conciertos, mercadillos. Es una terraza muy conocida por la gente del barrio, sobre todo por el ambiente tan tranquila y el buen servicio que hay.
Hoy en día se puede decir que ha crecido mucho el parque, está rodeado de edificios, colegios, a 10 minutos andando está el centro Comercial del Carrefour y a 5 minutos esta la Estación de Trenes y Autobuses de Delicias. Es un parque muy bonito, lo único malo son algunas críticas de los vecinos que tiene.